# الیاگا، نیوا اسیجا
الیاگا، نیوا اسیجا (به لاتین: Aliaga, Nueva Ecija) یک سکونتگاه مسکونی در فیلیپین است که در نوئه‌وا اکیجا واقع شده‌است.

## خصوصیات
الیاگا ۹۰٫۰۴ کیلومترمربع مساحت و ۵۷٬۸۰۵ نفر جمعیت دارد.